# Богородское (Орехово-Зуевский район)
Богородское — село в Орехово-Зуевском районе, Московской области. Население — 364 чел. (2010).

## География
Село Богородское разместилось на востоке Московской области на расстоянии в восемьдесят километров от Московской Кольцевой Автодороги. Ближайшие к селу населённые пункты: посёлок Авсюнино, деревни: Степановка, Дорохово, Авсюнино, Рудне-Никитское, Селиваниха, Равенская, Мальково, посёлок Шувое. Районный центр — город Орехово-Зуево, находится в 31,7 км севернее села Богородское. В трёх километрах от села проходит магистраль р-106. Чуть дальше от села проходит трасса a-108. Доехать до села Богородское также можно по Казанской железнодорожной линии. Ближайший железнодорожный пункт — станция Авсюнино расположен в 3 км от села. Через село протекает река Вольная, вокруг хвойный лес. В селе около 400 домов. Бывшая ткацкая фабрика на которой сейчас работают гастарбайтеры производит швейную продукцию. Школа и детский сад закрыты. Работает клуб и магазин. В селе есть два старинных пруда и остатки липового парка возраст которого чуть более 200 лет. Точное количество местных жителей неизвестно, более 300 человек. Летом приезжают дачники. Местное население в большинстве своём старообрядцы.

## Название
Название деревни говорит о том, что ранее здесь стояла церковь, посвящённая Пресвятой Богородице. Однако, вероятней всего, селению дала имя располагавшаяся в соседнем погосте Рудня церковь Рождества Пресвятой Богородицы.

## История
Первое упоминание о селе Богородском в исторических источниках встречается в меновой грамоте на город Звенигород между князем Владимиром Андреевичем Старицким и царем Иваном Васильевичем Грозным в 1566 году, где вместе с волостями указано — «да в Гуслице дворцовое ж сельцо Богородицкое, что было преж сего в поместных, и в вотчинных, и в черных землях».
Сельцо Богородское на речке Волне (Вольнная) упоминается в писцовых книгах под 1631—1633 гг. Как прежде принадлежавшее князю Владимиру Андреевичу Старицкому. В селе находился двор посельского (управляющего).
В конце 17 века с. Богородское входило в состав Гуслицкой волости с волостным центром в селе Гуслицы (позже Ильинский погост). После церковного раскола в 17 веке гуслицкие деревни и сёла становятся старообрядческими, а их жители считаются государством раскольниками. При царе Петре I Гуслица и вместе с ней с. Богородское принадлежало А. Д. Меньшикову.
В 1728 году Гуслицкую волость и в её составе с. Богородское приобрёл Степан Васильевич Лопухин. При императрице Елизавете Петровне С. В. Лопухин попал в опалу и был отправлен в ссылку, его имение было передано в казну. При Екатерине II в 1762 г. Гуслицы были пожалованы возвратившейся из ссылки Наталье Фёдоровне Лопухиной (С. В. Лопухин умер в ссылке). Через год Н. Ф. Лопухина умерла, и её имение было поделено на три части между сыновьями. Часть Гуслиц — «Раменье», с деревнями по реке Вольной от д. Куровской до д. Петрушино с административным центром в сельце Богородском стало принадлежать полковнику Аврааму Степановичу Лопухину. В Богородском за 1766−67 гг. крестьяне принадлежавших ему деревень за свой счёт построили барский дом, дворовые постройки, вырыли пруд с островом, а рядом с прудом был посажен липовый парк, который частично сохранился и по сей день. Также был прокопан водоотводный канал от речки Вольная к мельнице. А. С. Лопухин повысил оброк в два раза, помимо этого крестьяне несли ещё и барщину, притеснения со стороны помещика (дело доходило даже до убийства крестьян) вынудили людей подать челобитную императрице, но в ответ была послана военная команда для наказания крестьян. 
С 1815 года Богородским владел подполковник Преображенского полка, основатель секты «Истинных внутренних поклонников Христа» А. П. Дубовицкий (1782–1848), затем его сын П. А. Дубовицкий — профессор, президент Санкт-Петербургской медико-хирургической академии. Пруд посреди села (без острова) был устроен при Дубовицких. В начале 19 века в результате реформы, Гуслицы оказались в Богородском уезде Московской губернии, Гуслицкая волость была упразднена и разделена на Дороховскую, Запонорскую и Ильинскую волости. Сельцо Богородское попало в состав Дороховской волости.
В первой половине 19 века Карл Нистрем писал: «Богородское, сельцо 1-го стана, Дубовицкого Петра Александр., ст. Сов., крестьян 344 души м.п., 401 ж., 63 двора, 93 версты от столицы и 60 от уездн. гор., близ касимовской дороги».
Из списка фабрик и заводов г. Москвы и Московской губернии, составленного фабричными инспекторами московской губернии по данным 1916 года: «бумаго-ткацкая и красильно-отделочная фабрика ТД М. М. Исаева и сыновья, сельцо Богородское Дорховской в., 182 рабочих; оснащенность предприятия: паровая машина и газогенератор; продукция предприятия: тик и сарпинка».
В 1925 г. В Богородском — 268 дворов и 1294 жителей. С 1929 года село Богородское входило в состав Куровского района Московской области. В 1959 году Куровской район был упразднён и его территория вошла в состав Орехово-Зуевского района Московской области .
В 1938 году в селе Богородском были арестованы, а затем расстреляны 7 старообрядческих начетчиков.
В советское время в с. Богородском работала ткацкая фабрика, действовали школа, детский сад, общественная баня, магазин, клуб с библиотекой.
На 1.01.1997 г. — 364 жителя.

## Церковь
Старообрядческая моленная существовала в селе с незапамятных времён. По местным легендам, она являлась старинным храмом, который возвёл здесь один из владельцев Гуслицы, двоюродный брат царя Ивана IV Грозного — князь Владимир Старицкий. В 1890 году при ней было 630 прихожан. Последний раз она перестраивалась в 1914 году, а в 1960-х годах была разрушена. Принадлежала окружнической общине. Относительно древнего церковного здания существует и другое предание. Согласно ему, старинную церковь, в связи с упразднением местного прихода, перенесли на другое место. Возможно, какое-то время она стояла на соседнем погосте Рудня.
В начале 20 века в Богородском находилась церковно-приходская школа, 1902 году в ней учились 22 ученика. Всего в селе было 189 дворов. Детей в селе 86 мальчиков и 95 девочек.

## Население
| 1926 | 2002 | 2006 | 2010 |
| ---- | ---- | ---- | ---- |
| 1401 | ↘380 | ↗385 | ↘364 |